# Secondo premolare inferiore

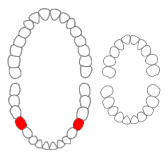
Posizione dei secondi premolari inferiori nella dentatura permanente. Sono assenti nella dentatura decidua.

I premolari inferiori hanno la caratteristica di essere abbastanza differenti tra loro, e disposti in serie ascendente: il secondo è dunque più grande del primo, a differenza dei superiori. Possiedono una cuspide vestibolare più voluminosa della linguale.
Il secondo premolare inferiore ha mediamente un'altezza di 22.5 mm, di cui 8 coronali e 14.5 radicolari e un diametro mesiodistale piuttosto stretto (7 mm), e uno vestibolo-linguale di 8 mm. 
Lingualmente può presentare due cuspidi anziché una. Somiglia decisamente più a un molare che ad un canino.

## Disposizione e rapporti
Mesialmente prende contatto con la faccia distale del primo premolare nel terzo coronale, e distalmente con il primo molare più cervicalmente. Con il tempo e con l'usura dei denti questo contatto diventa una superficie rotondeggiante.

## Morfologia coronale
Vestibolarmente  la corona ha una forma piuttosto quadrangolare simile al premolare vicino, ma con cuspide meno acuta. I contorni mesiale e distale risultano abbastanza convessi e arrotondati. La costa mesiale della cuspide vestibolare è generalmente convessa, mentre la distale è più larga e lievemente concava.
La superficie vestibolare è decisamente convessa, con tre lobi separati da due depressioni appena accennati. Il lobo centrale è decisamente il più voluminoso, partecipa alla formazione della cuspide vestibolare che è divisa in una porzione mesiale ed una distale dalla costa vestibolare.
La faccia linguale  ha i contorni invertiti rispetto alla faccia vestibolare: il mesiale è concavo ed il distale convesso. La superficie è convessa e liscia.  La faccia linguale è sormontata generalmente da due cuspidi (raramente solo da una), leggermente più basse della vestibolare, di cui però la mesiale è sempre più grande della distale. La cresta marginale distale è generalmente più alta della mesiale.
- Quando bicuspidato, la cuspide linguale si presenta centrata con le coste che si continuano nelle creste marginali; inoltre in questo caso la faccia linguale è più piccola della vestibolare, lasciando intravedere la convessità delle superfici prossimali.

- Quando tricuspidato la faccia linguale è grande almeno quanto la vestibolare, se non oltre, rappresentando una eccezione alla regola generale secondo cui le facce prossimali convergono verso il lato linguale. La cuspide mesio-linguale è più larga e più alta della disto-linguale di circa 1 mm; sono separate da un solco con andamento centro linguale leggermente spostato distalmente, che muore sulla faccia linguale senza fossetta.

Distalmente e mesialmente ha forma losangica (romboidale). Mentre la sommità della cuspide vestibolare è leggermente vestibolarizzata, e la linguale risulta tangente alla radice. Le superfici prossimali sono convesse. La cresta marginale mesiale è piuttosto alta, mentre la distale scopre una buona porzione della faccia occlusale. 
Occlusalmente ha forma di V rovesciata (molto aperta dal lato linguale), generalmente senza solchi. Sono convessi, e possono presentare delle piccole concavità dovute alle impronte delle depressioni vestibolari che separano i lobi. La cuspide vestibolare è la più estesa, occupando i 2/3 della faccia occlusale propriamente detta.
- Nel tricuspidato i contorni interprossimali divergono dal lato linguale, e il solco principale con andamento mesio distale separa la cuspide vestibolare dalle due linguali, ha la forma di Y asimmetrica: infatti il solco linguale è spostato verso distale in quanto la cuspide mesio-linguale ha volume doppio rispetto alla distale. Solo quando la cuspide disto-linguale è ipertrofizzata, la Y diventa simmetrica. Le cuspidi in ordine di grandezza quindi sono: la più grande la vestibolare, poi la mesio linguale ed infine la più piccola la disto linguale

- Nel bicuspidato le facce prossimali sono nettamente convergenti verso il lato linguale, che risulta così decisamente convesso. Come per il primo premolare, le coste cuspidali interne si congiungono nel solco interprossimale, che può essere scavato nella superficie occlusale oppure riempito di un ponte di smalto intercuspidale.

Dai solchi marginali e dalle fossette marginali prendono origine numerosi solchi accessori.

## Morfologia radicolare
Monoradicolato

## Odontogenesi
La calcificazione della corona inizia verso i due anni e mezzo, e viene completata verso i 6-7 anni. Il dente erompe tra gli 11 e i 12 anni e la rizogenesi è completata tra i 13 e i 14 anni.